# Seattle SuperSonics 2004-2005
La stagione 2004-05 dei Seattle SuperSonics fu la 38ª nella NBA per la franchigia.
I Seattle SuperSonics vinsero la Northwest Division della Western Conference con un record di 52-30. Nei play-off vinsero il primo turno con i Sacramento Kings (4-1), perdendo poi la semifinale di conference con i San Antonio Spurs (4-2).

## Roster
| N° | Naz.                           | Ruolo | Sportivo            | Anno | Alt. | Peso |
| -- | ------------------------------ | ----- | ------------------- | ---- | ---- | ---- |
| 4  | Stati Uniti (bandiera)         | A     | Nick Collison       | 1980 | 206  | 116  |
| 7  | Stati Uniti (bandiera)         | A     | Rashard Lewis       | 1979 | 208  | 98   |
| 8  | Stati Uniti (bandiera)         | G     | Luke Ridnour        | 1981 | 188  | 79   |
| 9  | Ucraina (bandiera)             | C     | Vitalij Potapenko   | 1975 | 208  | 127  |
| 11 | Turchia (bandiera)             | G     | İbrahim Kutluay     | 1974 | 198  | 91   |
| 12 | Stati Uniti (bandiera)         | A     | Damien Wilkins      | 1980 | 198  | 102  |
| 13 | Stati Uniti (bandiera)         | C     | Jerome James        | 1975 | 213  | 136  |
| 21 | Stati Uniti (bandiera)         | A     | Danny Fortson       | 1976 | 201  | 118  |
| 22 | Stati Uniti (bandiera)         | G     | Ronald Murray       | 1979 | 193  | 86   |
| 24 | Stati Uniti (bandiera)         | G     | Mateen Cleaves      | 1977 | 188  | 93   |
| 30 | Stati Uniti (bandiera)         | A     | Reggie Evans        | 1980 | 203  | 111  |
| 31 | Stati Uniti (bandiera)         | C     | Robert Swift        | 1985 | 213  | 111  |
| 33 | Stati Uniti (bandiera)         | G     | Antonio Daniels     | 1975 | 193  | 88   |
| 34 | Stati Uniti (bandiera)         | G     | Ray Allen           | 1975 | 196  | 93   |
| 77 | Serbia e Montenegro (bandiera) | A     | Vladimir Radmanović | 1980 | 208  | 103  |

## Staff tecnico
- Allenatore: Nate McMillan
- Vice-allenatori: Dwane Casey, Dean Demopoulos, Bob Weiss, Jack Sikma